# St John Brodrick, 1:e earl av Midleton
William St John Freemantle Brodrick, 1:e earl av Midleton, född den 14 december 1856, död den 13 februari 1942, var en engelsk politiker, äldste son till William Brodrick, 8:e viscount Midleton.
Brodrick inträdde 1880 i det politiska livet som konservativ underhusledamot för West Surrey och representerade från den nya valkretsindelningen, 1885, Guildford i Surrey. Brodrick var 1886–1892 finanssekreterare och 1895–1898 understatssekreterare i krigsministeriet, tjänstgjorde 1898-1900 som understatssekreterare för utrikes ärenden och utrikesministerns representant i underhuset samt blev vid det unionistiska kabinettets rekonstruktion 1900 krigsminister, en under det sydafrikanska kriget synnerligen svår och för oppositionens häftiga angrepp utsatt post. Under de följande krigsårens upprörda debatter visade Brodrick mycken kraft och slagfärdighet. Däremot lyckades han knappast ens inom sitt eget parti vinna stöd för sina arméorganisationsplaner efter krigets slut, och det växande motståndet mot dessa gjorde att han vid kabinettets nya rekonstruktion hösten 1903 lämnade krigsministerportföljen och i stället blev minister för Indien. Brodrick avgick 1905 i samband med Balfours avgång, ärvde efter fadern 1907 peervärdighet som viscount Midleton och upphöjdes 1920 till earl av Midleton. Som en bland de ledande unionisterna på södra Irland bevakade Midleton vid förhandlingar med Sinn Fein-regeringen deras intressen.